# Chernel Ferenc (főszolgabíró)
Chernelházai Chernel Ferenc (Kőszeg, 1778. május 7. – Chernelháza, 1864. augusztus 5.) főszolgabíró.

## Élete
A régi chernelházi Chernel család sarja. Apja, cherneházi Chernel Dávid (1744-1808), udvari tanácsos, és a dunántúli kerület táblai elnöke, anyja, báró Grassi O'Sullivan Mária (†1792) volt. Sopron megye főszolgabirája, utóbb a kőszegi kerület táblai ülnöke volt 1858 körül. Kiváló juhtenyésztőként ismerték. Hivatalos teendői mellett szabadidejében a madarászattal is foglalkozott,  hódolt. A kertjében saját madárrepdét épített, amelyben számos madarat tartott és gondozott.
Arcképe megjelent a Thewrewk József Magyar Pantheon című gyűjteményében 1836-ban.

## Házassága és leszármazottjai
1806. november 12.-én Mihályin feleségül vette rátki és salamonfai Barthodeiszky Terézia (1788-1877) úrhölgyet, rátki és salamonfai Barthodeiszky Mihály (1749-1811), Sopron vármegye alispánja, és nemes Tóth Julianna (1765-1843) lányát. A házasságukból született:
- chernelházi Chernel Ignác (1807-1894), a Batthyány uradalmak ügyésze, Zala és Tolna vm. törvényszéki elnöke, soproni országos úrbéri főtörvényszéki tanácsos.
- chernelházi Chernel Sarolta Karolina (1809-1850), Festetich Istvánné
- chernelházi Chernel Lajos (1810-1881), törvényszéki bíró
- chernelházi Chernel Vince (1812-1870), főhadnagy
- chernelházi Chernel Elek (1815-1887), kerületi táblai ülnök (1861), Vas vármegye adminisztrátora (1864), főispáni helytartó
- chernelházi id. Chernel Viktor (Győző) (1819-1884), főhadnagy.
- chernelházi Chernel Kálmán (1822-1891), Sopron vármegye főjegyzője, 1848/49-es honvédtiszt, történetíró, a Magyar Történelmi Társulat egyik alapítója.
- chernelházi Chernel Rozália (1824-1902), Meszleny Lajosné

## Munkái
Tisztelő versek, melyeket midőn Felsőges Urunk II. Ferencz örökös ausztriai császárságra emeltetése alkalmatosságával Miháli sopron-vármegyei mezővárosában mindszent havának 21. 1804. Barthodeiszky János Mihály és Pál urak innepeltek, ajánlott.